# Boyabat (district)
Boyabat is een Turks district in de provincie Sinop en telt 42.433 inwoners (2007). Het district heeft een oppervlakte van 1475,4 km². Hoofdplaats is Boyabat.
De bevolkingsontwikkeling van het district is weergegeven in onderstaande tabel.
| 1997   | 2000   | 2007   |
| ------ | ------ | ------ |
| 43.929 | 45.193 | 42.433 |